# (17195) Jimrichardson
(17195) Jimrichardson est un astéroïde de la ceinture principale.

## Description
(17195) Jimrichardson est un astéroïde de la ceinture principale. Il fut découvert le 3 décembre 1999 à la station Anderson Mesa par le programme LONEOS. Il présente une orbite caractérisée par un demi-grand axe de 3,22 UA, une excentricité de 0,12 et une inclinaison de 6,1° par rapport à l'écliptique.

## Compléments